# Volevo fare la rockstar Tour
Volevo fare la rockstar Tour è la diciannovesima tournée della cantautrice catanese Carmen Consoli, la cui tappa iniziale è prevista a Parma il 4 novembre 2021 e quella finale a Roma il 27 dicembre 2021. Il tour nei teatri è stato annunciato il 14 dicembre 2020 attraverso i canali social della cantante, e segue l'uscita dell'omonimo disco, il nono lavoro in studio, avvenuta il 24 settembre 2021.
Il 27 ottobre 2021, sempre attraverso i canali social della cantante, vengono annunciate nuove date per gennaio 2022, che si aggiungono a quelle inizialmente previste.  Il tour comincerà con una "data zero" al Teatro Lyrick di Assisi il 29 ottobre e si prolungherà fino al 8 gennaio 2022, con l'ultima data al Teatro Comunale di Sassari.
Il 4 marzo 2022 viene annunciata una nuova parte del tour, che toccherà numerose città italiane nel corso dell'estate successiva. In questa seconda parte, i tre atti del tour teatrale invernale vengono estrapolati, arricchiti e trasformati in concerti a sé, alternando tra rock, acustico ed elettronica, con tre formazioni distinte: "Volevo fare la rockstar Tour", che vedrà la partecipazione di sette eccezionali musicisti; "Femme fatale", in cui Carmen Consoli si esibirà insieme a Marina Rei in un duo chitarra e batteria; "Acustico", che invece vedrà la cantautrice esibirsi con il violino di Adriano Murania e le chitarre di Massimo Roccaforte.

## Concerti

### Tour Teatrale invernale
La prima parte del tour si è svolta nell'inverno 2021, ed ha previsto 24 date italiane.
| Data             | Città      | Luogo                         |
| Italia           | Italia     | Italia                        |
| ---------------- | ---------- | ----------------------------- |
| 29 ottobre 2021  | Assisi     | Teatro Lyrick (data 0)        |
| 4 novembre 2021  | Parma      | Teatro Regio                  |
| 5 novembre 2021  | Trento     | Auditorium Santa Chiara       |
| 8 novembre 2021  | Firenze    | Teatro Verdi                  |
| 13 novembre 2021 | Pescara    | Teatro Massimo                |
| 15 novembre 2021 | Bari       | Teatro Petruzzelli            |
| 16 novembre 2021 | Napoli     | Teatro Augusteo               |
| 20 novembre 2021 | Torino     | Auditorium Lingotto Musica    |
| 22 novembre 2021 | Genova     | Teatro Politeama Genovese     |
| 24 novembre 2021 | Bologna    | Teatro Duse                   |
| 25 novembre 2021 | Milano     | Teatro Degli Arcimboldi       |
| 26 novembre 2021 | Milano     | Teatro Degli Arcimboldi       |
| 3 dicembre 2021  | Taranto    | Teatro Fusco                  |
| 10 dicembre 2021 | Senigallia | Teatro La Fenice              |
| 11 dicembre 2021 | Padova     | Gran Teatro Geox              |
| 15 dicembre 2021 | Catania    | Teatro Metropolitan           |
| 16 dicembre 2021 | Catania    | Teatro Metropolitan           |
| 17 dicembre 2021 | Palermo    | Teatro Al Massimo             |
| 18 dicembre 2021 | Palermo    | Teatro Al Massimo             |
| 26 dicembre 2021 | Roma       | Auditorium Parco Della Musica |
| 27 dicembre 2021 | Roma       | Auditorium Parco Della Musica |
| 6 gennaio 2022   | Cagliari   | Teatro Massimo                |
| 7 gennaio 2022   | Cagliari   | Teatro Massimo                |
| 8 gennaio 2022   | Sassari    | Teatro Comunale               |

### Tour estivo
La seconda parte, annunciata il 4 marzo 2022, si svolge nell'estate successiva e conta al momento 18 date, tra cui la partecipazione ad alcuni importanti festival musicali.
| Data             | Città                    | Evento o luogo                                         | Concerto |
| Italia           | Italia                   | Italia                                                 | Italia   |
| ---------------- | ------------------------ | ------------------------------------------------------ | -------- |
| 18 giugno 2022   | La Salle                 | Musicastelle                                           | Acustico |
| 5 luglio 2022    | Collegno                 | Flowers Festival                                       |          |
| 6 luglio 2022    | Ravenna                  | Ravenna Festival 2022                                  |          |
| 8 luglio 2022    | Messina                  | Piazza Duomo                                           |          |
| 14 luglio 2022   | Lucca                    | Lucca Summer Festival                                  |          |
| 20 luglio 2022   | Grado                    | Grado Festival                                         |          |
| 23 luglio 2022   | Orvieto                  | Orvieto Sound Festival                                 | Acustico |
| 27 luglio 2022   | Paestum                  | Maco Festival - Clouds Arena Templi                    |          |
| 28 luglio 2022   | Roma                     | Roma Summer Fest - Cavea Auditorium Parco della Musica |          |
| 30 luglio 2022   | Riola Sardo              | Parco dei Suoni                                        |          |
| 3 agosto 2022    | San Donato Val di Comino | Piazza Cavour                                          |          |
| 13 agosto 2022   | Locorotondo              | Locus Festival                                         |          |
| 14 agosto 2022   | Tagliacozzo              | Festival Internazionale di Mezza Estate                | Acustico |
| 18 agosto 2022   | Castellammare del Golfo  | Piazzale Stenditoio                                    |          |
| 20 agosto 2022   | Noto                     | Scalinata della Cattedrale                             |          |
| 27 agosto 2022   | Mantova                  | Palazzo Te                                             |          |
| 28 agosto 2022   | Macerata                 | Arena Sferisterio                                      |          |
| 4 settembre 2022 | Taormina                 | Teatro Antico                                          |          |
| 8 settembre 2022 | Sesto San Giovanni       | Carroponte                                             |          |

## Scaletta

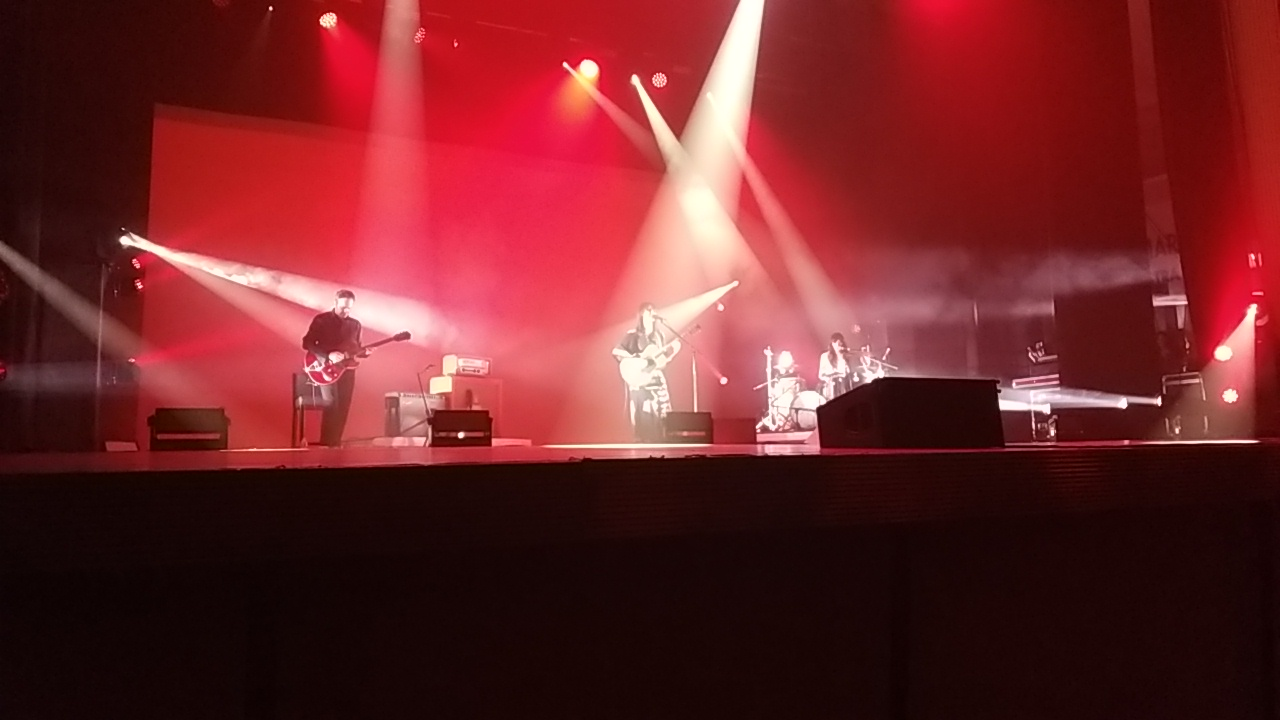
Carmen Consoli, con Marina Rei e Massimo Roccaforte, durante il concerto del 16 dicembre 2021 a Catania.

Il concerto è diviso in tre parti. La prima parte, intitolata "Il sogno", è costituita dai dieci brani dell'ultimo album "Volevo fare la rockstar", eseguiti dalla stessa Carmen Consoli con Massimo Roccaforte alla chitarra. Il secondo atto, invece, si intitola "Gli anni mediamente isterici" e prevede il repertorio più rock della cantante, che in questa parte è accompagnata alla batteria da Marina Rei. Nell'ultimo atto, intitolato "L'amicizia", Carmen Consoli si esibisce insieme a Massimo Roccaforte e Marina Rei in alcuni dei suoi brani più noti.

### 1. Il sogno
- Sta succedendo
- L’aquilone
- Una domenica al mare
- Mago magone
- Le cose di sempre
- Qualcosa di me che non ti aspetti
- Armonie numeriche
- Imparare dagli alberi a camminare
- L’uomo nero
- Volevo fare la rockstar

### 2. Gli anni mediamente isterici
- Per niente stanca
- Besame Giuda
- Geisha
- Fino all’ultimo
- Donna che parla in fretta
- Confusa e felice
- Contessa miseria
- Venere

### 3. L'amicizia
- Stranizza d'amuri (omaggio a Franco Battiato)
- In bianco e nero
- L’ultimo bacio
- Blunotte
- Fiori d’arancio
- Orfeo
- Parole di burro
- 'A finestra
- Amore di plastica